# Arholmen (Fitjar)
Ne doit pas être confondu avec Arholmen ou Arholmen (Bømlo).
Arholmen est une île norvégienne du comté de Vestland appartenant administrativement à Fitjar.

## Description
Rocheuse et couverte en partie d'arbres, à fleur d'eau, elle s'étend sur environ 494 m de longueur pour une largeur approximative de 350 m. Elle compte trois bâtiments. 